# 4400
《4400》（英語：The 4400），是一部科幻电视剧，哥伦比亚派拉蒙网络電視和英国天空电视台、 Renegade 83、USA Network旗下的美国西洋镜（American Zoetrope）共同制作。本片由Scott Peters和René Echevarria创作，Joel Gretsch和Jacqueline McKenzie主演。全剧从2004年到2007年停播共有4季。
在美国USA Network播放。它是由一个5集的迷你剧集开始的（第一季）；第二季有12集在2005年6月5日开播，至8月28日结束。第三季在2006年6月11日首映。该剧有Scott Peters和René Echevarria创造并编写成本，由Joel Gretsch（饰演Tom Baldwin）和Jacqueline McKenzie（饰演Diana Skouris）主演。该剧的主题歌是由Robert Phillips和Tim Paruskewitz创作，Amanda Abizaid演唱的"A Place in Time"。该剧由CBS Paramount Network Television（第一季由Viacom Productions制作，后并入Paramount Network Television）联合Sky Television的Sky One，Renegade 83 和 American Zoetrope（为USA Network服务）。
该剧集在加拿大温哥华取景。
在试播集（第一季第1集）中，一个本被认为是彗星的东西在美国华盛顿州Mount Rainier附近的Cascade Range丘陵放下了整整4400个人。所有这4400个人都是从1946年开始不同时间不同地点在一束光中消失的。在他们返回以后，没有人年龄增长，都感到很疑惑，而且对失踪以后发生的事毫无记忆。

## NTAC(National Threat Assessment Command)
NTAC（National Threat Assessment Command/国家威胁评中心）为4400个返回者成立的一个美国国土安全部的分支机构。有一群探员被指派到了这个案子，本剧主要关于其中的2个，也包括他们的直接上级和理论室的顾问：
- Tom Baldwin: Baldwin有一个儿子 Kyle Baldwin，还有一个侄子 Shawn Farrell（返回者）。他是NTAC的主导探员，并且和4400之一Alana Mareva产生了关系。Tom和Alana的关系的建立即是来源于Alana的超能力：她可以帮助他减轻压力。有一次，为了挽救沉睡在Alana超能力中的Diana，Tom尝试过自杀。这一自杀的举动的确引起了未来人类的注意，在他死亡之前救了他，和一个未来的人类代表进行面对面的交谈，并达成一项协议：容許Tom救回那些再次被放置在另外时间点上的4400儿童。该协议的代价就是：Tom Baldwin必须杀死Isabelle，使用装有强效Promicin抑制剂的注射器。
- Diana Skouris：曾在疾病控制中心工作过一段时间。收养了4400中的一员——8岁的小女孩Maia。NTAC最好的办事人员之一，并作为Tom的搭档，一起解决了许多有关4400的案件。她和Marco Pacella曾有一段恋爱关系，后与Ben结婚。
- Dennis Ryland：在第一季中是Baldwin's and Skouris's 上司和NTAC西雅图分局的负责人。在第二季最后，他因为批准对4400回归者使用Promicin抑止剂，进而危害到4400回归者的生命而被捕。
- Nina Jarvis: Nina在第二季中接任了Ryland的职务。但是在第二季最后的第11集和第12集中，Ryland作为客串又重新成为NTAC西雅图分局的负责人。
- Marco Pacella: Marco是NTAC理论研究室的负责人，并负责NTAC安全系统。曾和Diana有恋爱关系，后分手。

## 回归者(the 4400)
在失踪多年以后，多数4400回归者很难重拾旧日的生活。随着时间的推移，部分回归者开始发现并掌握不同寻常的能力。
回归者实际上是被未来的人类所带走，为了避免人类灭亡而送回来，并被赋予超能力。
4400的超能力来源于新的神经传递素Promicin（潜能剂），它能激活人类不常使用的小脑组织。4400所掌握的超能力通常是单一并且可控的，仅有少部分4400拥有多个超能力。

### 主要人物
4400系列故事主要发生在一部分4400回归者身上。主要人物有：
1. Richard Tyler, 1951年5月11日在朝鲜战争时期的南朝鲜失踪，时年29岁，来自密苏里州圣路易斯。当时，Richard正在于Lily Moore的祖母：Lily Bonham 热恋中。他是Lily Moore的第二个女儿Isabelle的父亲，但他本人并不知情，在被带到未来空间时由人工授精使Lily Moore怀孕。当他发现Shawn在资助Nova组织（新星组织）的时候，Matthew Ross劝服他接管4400中心。“超能力”：心灵遥感。可以控制一切物体运动，在4400中心激发能力后，更能控制生物体内的血液等流动。
2. Lily Tyler（和Richard结婚前的姓氏是“Moore”）, 1993年5月26日在佛州奥兰多失踪，时年26岁。失踪前，她和Brian Moore结婚，并育有一女Heidi Moore。当她回归的时候，怀有了Richard Tyler的骨肉，但她本人并不知情，在被带到未来空间时由于人工授精怀孕。“超能力”：无。仅作为Isabelle的容器而被带到未来。
3. Shawn Farrell, 2001年4月22日在华盛顿州Highland Beach失踪，时年17岁。回归后，和他弟弟的女朋友有了暧昧关系，并因此几乎要了他弟弟的性命，而最终逃到4400中心。 在Jordan Collier死后，他接管了4400中心。他曾经秘密资助过Nova组织，该集团最终从4400中心的守护角色蜕变为一个激进组织。 当Shawn认识到Nova组织在定点清除他们的目标的时候，他和Nova组织断绝了关系，并且帮助Tom和Diana抓获一名该组织成员。当他向Richard和4400中心委员会坦诚这一切后，被迫下台。“超能力”：生命控制。通过手的接触可以控制对方的生命现象，包括生理和心理，多用作医疗术。
4. Maia Skouris（在被Diana收养前的姓氏是“Rutledge”）, 1946年3月3日在加州新月城失踪，时年8岁。她在日记中记录下她的一些预见，她是4400回归者中第一个由于注射Promicin抑止剂而导致免疫系统崩溃的。曾经被一个伪装成她妹妹的未来人再次带走，投放到另外一个时间点（1847年）。在和Tom Baldwin达成协议后再次送回到现在时刻。“超能力”：预示未来。
5. Jordan Collier, 2002年4月10日在华盛顿州西雅图地区失踪，失踪前为一富有的房地产商。他创办了4400中心，并且教导Shawn。“超能力”：潜能的激发和抑制。可以帮助未发现自己超能力的4400激活能力或取走已激活的能力。在被Kyle Baldwin暗杀后，由未来人带走并复活。
6. Alana Mareva, 2001年9月5日失踪，失踪前是一个艺术家和艺术展览馆的拥有者。她成了Tom生活中不可或缺的一部分，喜欢称呼他为Thomas。在失踪前，她是一个寡妇，有一个儿子Billy（在她失踪前死亡）。“超能力”：创造平行宇宙。 正是由于这份来自未来的超能力，她和Tom Baldwin有了超出一般人的关系，并将支撑他度过将来的麻烦。
7. Isabelle Tyler, Richard Tyler和Lily Moore的女儿，在他们回归后出生。她是带印使者对付4400的武器（因为带印使者没有超能力），因拥有强大的超能力而被各方利用。Promicin抑止剂导致副作用时期，她提供了纯的Promicin帮助其它4400回复健康。但后来出售Promicin帮助建设“超能力部队”而被孤立。Jordan Collier偷取Promicin后，她决定摧毁4400中心报复，其父不忍心看女儿走错路，用超能力控制了Tom所得到的Promicin抑止剂替她注射，之后超能力丧失相当长的一段时间，又被带印使者再次注射Promicin而重获超能力。

## 其它在NTAC登记的4400
- Orson

消失时间：1979年6月11日

职业：无业

超能力：从大脑发出的念力可以轻易使铁勺弯曲，悲伤或愤怒时威力更大。Orson未能很好的控制自己的超能力
- Carl Morrissey

消失时间：2003年2月16日

职业：超市的海鲜部销售员。

超能力：在危急时反应能力大幅提高，更强壮有力
- 诺克斯(Oliver Knox)

消失时间：1983年8月22日

职业：杀手

超能力：教唆能力，使任何听到他说话的人按照他的指令行事
- Tess doerner

消失时间：1955年4月3日

职业：精神分裂症患者，后被Shawn Farrell治愈。

超能力：行为控制，能够控制附近所有人的肢体运动，不能控制精神
- Gary Navarro

消失时间：1973年1月5日

职业：棒球选手，后加入新星组织

超能力：读心术，能够听到附近所有人的想法
- Trent appelbaum

消失时间：1989年5月18日

职业：推销员

超能力：从唾液中产生一种蛋白质能加速新陈代谢，刺激大脑产生肾上腺素同时分解脂肪细胞
- Eric papequash

消失时间：1955年8月5日

职业：退休飞行员

Richard Tyler的朋友

超能力：未知
- Heather Tobey

消失时间：1974年3月2日

职业：教师

超能力：潜能激发，使孩子的潜能力得到最大限度的发挥
- Jean delynn baker

消失时间：1999年10月27日

职业：未知

超能力：高致命性病毒，Jean delynn baker悲伤时手中会不停长水疱，破了后散发高传染、高致命病毒，通过空气传播，会溶解人体内所有器官
- Edwin mayuya

消失时间：1996年2月24日

职业：妇产科医生

超能力：基因修复，当婴儿还在母亲的子宫内时，Edwin mayuya就可以感应到婴儿的先天性疾病，并修复出问题的基因，但每次使用该能力时都会损坏自己身体的基因
- T.J kim

消失时间：1998年2月2日

职业：新星组织一员

超能力：发出刺耳的高频声波，听到该声波的男性肾上腺素猛升，具有相当危险的攻击性
- Nate mccullough

消失时间：2000年9月8日

职业：新星组织一员

超能力：易容术，可以从声音，外形，行为上完全模仿一个人。
- Todd Barstow

消失时间：1995年8月29日

职业：可能是新星组织一员

超能力：心灵透视，能看见对方内心深处的往事
- 阿曼德

消失时间：不明

职业：无业

新星组织首脑

超能力：幻听术，使对方产生幻觉
- Jane Nance

消失时间：1980年10月17日

职业：未知

超能力：与动物沟通
- Naomi bonderman

消失时间：1992年2月2日

职业：未知

超能力：使人产生幻觉，已死的人复活在身边，加入到自己生活当中
- Claudio borghi

消失时间：1961年6月19日

职业：未知

超能力：预示未来，使他所接触的人拥有短暂的预示未来能力
- Lewis mesirow

消失时间：1955年4月29日

职业：未知

超能力：千里眼

## 带印使者
行踪不定的精英组织，共有10人，全部是国际上可以一手遮天的大人物，他们为了阻止未来人通过4400改变世界而存在。带印使者没有超能力，外观与常人无分别，唯一可识别的是左耳耳垂下有一个“X”标记。
正常人会被“未来人”注射一种纳米结构的东西，它在注射后可在人体神经系统内大量繁殖，当它繁殖到一定数量时，目的达到，耳后出现“X”标记，被注射者被“未来人”控制。消除印记的方法是给被注射者注射高放射性的“钋”来杀死这些纳米结构的东西。

## 已知的带印使者
- Matthew Ross

职业：4400中心执行官
- 德鲁·印若思

职业：优比恩软件公司的CEO
- 韦斯利·伯克

职业：总统的政治顾问
- 伊曼纽尔·卡拉布里亚

职业：红衣主教成员
- 瑞贝卡·帕里什

职业：国家情报局局长

## Promicin
4400回归者的超能力来自于第五种神经传递素（神经递质）Promicin，Promicin可以使他／她运用其他正常人不能运用的部分小脑。早期所知道的Promicin引起的死亡率是50%，如果不死，则会激活注射者的超能力，使非4400拥有超能力。经过Kevin Burkhoff的研究发现，大脑的胼胝體的大小决定普通人类是否能注射Promicin。
Promicin抑止剂通过易动扩散进入脑部后，依附在葡萄糖上，是一种结合蛋白。利用纯的Promicin产生了一种免疫血清，该血性中和了细胞中的电荷，因此，抑止剂不再能够穿越细胞膜，而能够被排除体外。

## 通过注射Promicin获得的超能力人
- 格拉汉姆·霍尔特

职业：史蒂文森高中的高一学生

获得的超能力：使周围的人对他产生信仰，莫名的崇拜
- Kevin Burkhoff

世界著名科学家，也是4400技术的开创人。在Promicin抑止剂发生副作用时，Kevin成功提取纯的Promicin帮助大批4400恢复健康。后来，Kevin为了获得和某种4400类似的超能力，开始给自己注射Promicin。

获得的超能力：自愈
- 布兰顿

职业：孤僻症患者

获得的超能力：无限放大对方的恐惧感
- 奥黛丽·帕克

职业：公共图书馆的志愿讲解员

获得的超能力：灵魂出窍
- 埃普丽尔·斯科丽丝

关系：戴安娜·斯科丽丝的妹妹

获得的超能力：无论她问什么问题，被问者都会如实作答
- Kyle Baldwin

Tom Baldwin的儿子和Shawn Farrell的表兄弟。未来人原计划是把他带走的，由于Shawn的干扰，未能被带走，但却因此陷入了长达3年的昏迷状态。当Kyle从昏迷状态中苏醒过来后，他却被一股未知能量所控制，暗杀Jordan Collier，Kyle因此被关于监狱，在Jordan Collier复活后被释放，但是最终离开Tom开始了旅行。

获得的超能力：神秘人物 卡西
- P·J

职业：NTAC理论部技术员

获得的超能力：创造真实的游戏环境，让人们在虚拟环境中练习合作
- Danny Farrell

关系：Shawn的弟弟

获得的超能力：使潜能剂像流感一样传播

## 剧集

### 第一季
| #  | 季度／集编号 | 制作编号 | 播出日期      | 标题                              |
| -- | ------------ | -------- | ------------- | --------------------------------- |
| 1. | 1- 1         | TFH-101  | 2004年7月11日 | The Return                        |
| 2. | 1- 2         | TFH-102  | 2004年7月18日 | The New & Improved Carl Morrissey |
| 3. | 1- 3         | TFH-103  | 2004年7月25日 | Becoming                          |
| 4. | 1- 4         | TFH-104  | 2004年8月1日  | Trial By Fire                     |
| 5. | 1- 5         | TFH-105  | 2004年8月8日  | White Light                       |

### 第二季
| #   | 季度／集编号 | 制作编号 | 播出日期      | 标题                  |
| --- | ------------ | -------- | ------------- | --------------------- |
| 6.  | 2- 1         | 201      | 2005年6月5日  | Wake Up Call (1)      |
| 7.  | 2- 2         | 202      | 2005年6月5日  | Wake Up Call (2)      |
| 8.  | 2- 3         | 203      | 2005年6月12日 | Voices Carry          |
| 9.  | 2- 4         | 204      | 2005年6月19日 | Weight of the World   |
| 10. | 2- 5         | 205      | 2005年6月26日 | Suffer the Children   |
| 11. | 2- 6         | 206      | 2005年7月10日 | As Fate Would Have It |
| 12. | 2- 7         | 207      | 2005年7月17日 | Life Interrupted      |
| 13. | 2- 8         | 208      | 2005年7月24日 | Carrier               |
| 14. | 2- 9         | 209      | 2005年7月31日 | Rebirth               |
| 15. | 2-10         | 210      | 2005年8月7日  | Hidden                |
| 16. | 2-11         | 211      | 2005年8月14日 | Lockdown              |
| 17. | 2-12         | 212      | 2005年8月21日 | The Fifth Page        |
| 18. | 2-13         | 213      | 2005年8月28日 | Mommy's Bosses        |

### 特别篇
| #   | 季度／集编号 | 制作编号 | 播出日期     | 标题                            |
| --- | ------------ | -------- | ------------ | ------------------------------- |
| 19. | S- 1         | 300      | 2006年6月4日 | The 4400: Unlocking the Secrets |

### 第三季
| #   | 季度／集编号 | 制作编号 | 播出日期      | 标题                            |
| --- | ------------ | -------- | ------------- | ------------------------------- |
| 20. | 3- 1         | 301      | 2006年6月11日 | The New World (1)               |
| 21. | 3- 2         | 302      | 2006年6月11日 | The New World (2)               |
| 22. | 3- 3         | 303      | 2006年6月18日 | Being Tom Baldwin               |
| 23. | 3- 4         | 304      | 2006年6月25日 | Gone (1)                        |
| 24. | 3- 5         | 305      | 2006年7月2日  | Gone (2)                        |
| 25. | 3- 6         | 306      | 2006年7月9日  | Graduation Day                  |
| 26. | 3- 7         | 307      | 2006年7月16日 | The Home Front                  |
| 27. | 3- 8         | 308      | 2006年7月23日 | Blink                           |
| 28. | 3- 9         | 309      | 2006年7月30日 | The Ballad of Kevin and Tess    |
| 29. | 3-10         | 310      | 2006年8月6日  | The Starlz Mutation             |
| 30. | 3-11         | 311      | 2006年8月13日 | The Gospel According to Collier |

三个季度都是在温哥华摄制直到2006年7月26日 。第三季在2006年7月11日首映，有420万观众收看。

## 对Judaeo-Christian文本的暗示
这部连续剧的名字可能是来源于“耶和华见证人”的信仰：只有14万4千人可以进入天堂。可以参见《圣经·启示录》第七章第四节的描述。尽管没有人会在看了以后改变宗教信仰，但是连续剧的内容有微妙的基督教意味。婴儿事情的Isabelle，被一部分人认为是一个类似基督的未来人类的救主，但是她的行为更像是敌基督的所为。同样的，Jordan Collier（他的姓名的首字母JC，耶稣基督的首字母也是JC），他的意图和行为方式也是非常的令人捉摸不透。他被一个狙击手暗杀，他的尸体在葬礼后却神奇的失踪了。这个失踪是刻意的模仿了《圣经》福音书中对耶稣复活部分的描述：空的坟墓首先被一个认为耶稣已经被害了的女信徒发现，然后两个男信徒也检视了空的坟墓。然后他又复活了。一种可能的解释是：Jordan Collier在死后（或者在咽气前）被带回了未来，并在那里得到了医治，然后在第二季的结尾的地方又重新被放回到一个时间点上。但是，这并没有彻底打消一种可能性，就是他是一个类似基督的人物，因为撒旦曾经对耶稣说过：如果他要倒下，他的天使们就会来救他。 类似的，这里的天使们就是那些来自未来的人类。

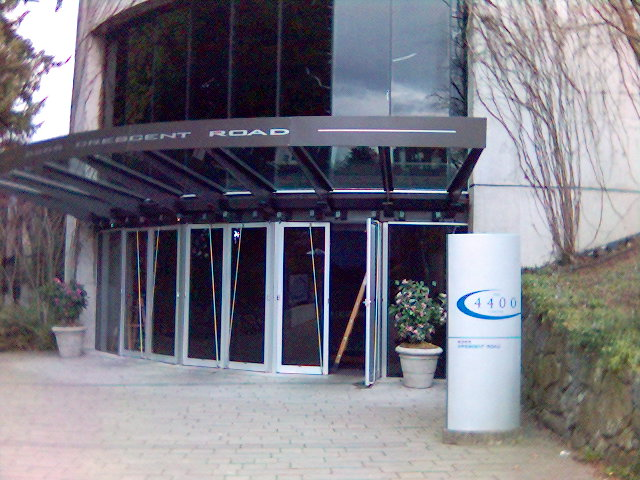
The Chan Centre for the Performing Arts, standing in as The 4400 Center during filming.

## 拍攝地點

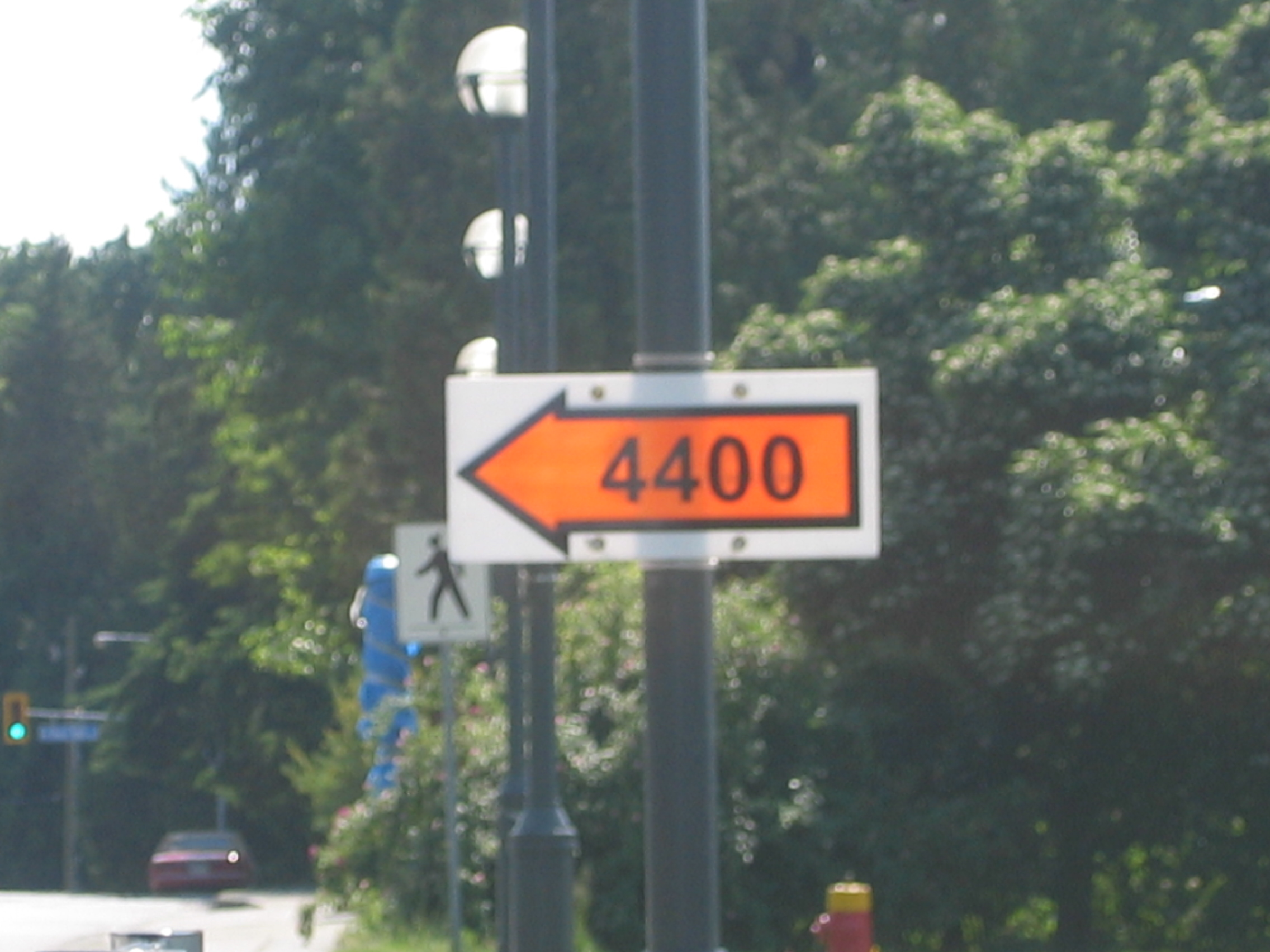
Signs directing cast and crew to the filming location, near the University of British Columbia。

縱使故事是設定在西雅圖進行，但實際上是在溫哥華卑詩省拍攝。劇中所有車輛均有假的華盛頓車牌，而「4400中心」其實是不列顛哥倫比亞大學陳氏演藝中心。另一點是，在片頭有一輛古董車車牌上寫著 "Beautiful British Columbia"。

## DVD发行
前两季DVD已由派拉蒙家庭娱乐在欧美发行。
| 季度 | 1区            | 2区           | 4区           | 备注     |
| ---- | -------------- | ------------- | ------------- | -------- |
| 1    | 2004年12月21日 | 2005年1月10日 | 2005年1月12日 |          |
| 2    | 2006年5月23日  | 2006年6月5日  | 2006年8月10日 |          |
| 3    |                |               |               | 正在播出 |

### 脚注
1. ↑  （页面存档备份，存于）
2. ↑  .   [2006-07-15]. （原始内容存档于2006-03-07）.
3. ↑  [http://www.scifi.com/scifiwire/index.php?category=1&id=34884 （页面存档备份，存于）
4. ↑  查目前比較流行的國語和合本《聖經》、新標點和合本《聖經》、和合本修訂版《聖經》、現代中文譯本《聖經》，還有比較古老的光緒19年福州美華書局活板文理《聖經》、光緒34年上海大美國《聖經》會官話串珠《聖經》、宣統3年《聖經》公會的文理《聖經》，Satan均譯作「撒但」，不作「撒旦」

### 英文
- 4400中文网（中文网站）
- The 4400（页面存档备份，存于） at EpisodeWorld.com
- HollywoodNorthReport.com 4400新闻（页面存档备份，存于）
- 4400fans（新闻Blog）
- 每集列表（页面存档备份，存于）
- The 4400（页面存档备份，存于） 在上的页面